# Oppo A53 (2020)
Oppo A53 (2020) та Oppo A53s — смартфони, розроблені компанією OPPO, що входять у серію А. Oppo A53 був представлений 25 серпня 2020 року, а A53s — 12 жовтня того ж року. Головною відмінністю між моделями є фронтальна камера. Також в деяких країнах Oppo A53s продається під назвами Oppo A32 та Oppo A33 (2020).
В Україні продається тільки Oppo A53, що надійшов у продаж 9 жовтня 2020 року.

## Дизайн
Екран виконаний зі скла, а корпус — з глянцевого пластику.
Знизу знаходяться роз'єм USB-C, динамік, мікрофон та 3.5 мм аудіороз'єм. З лівого боку розміщені кнопки регулювання гучності та слот під 2 SIM-картки і карту пам'яті формату MicroSD до 256 ГБ. З правого боку розміщена кнопка блокування смартфону. Сканер відбитків пальців знаходиться на задній панелі.
В Україні Oppo A53 (2020) продається в 3 кольорах: М'ятний крем (білий), Електричний чорний та Фантазійний синій.
Oppo A53s продається в кольорах Електричний чорний та Фантазійний синій.
В Китаї Oppo A32 продається в 3 кольорах: Mint Green (білий), Електричний чорний та Фантазійний синій.
Oppo A33 (2020) продається в кольорах М'ятний крем (білий) та Moonlight Black (чорний).

## Технічні характеристики

### Платформа
Смартфони отримали процесор Qualcomm Snapdragon 460 та графічний процесор Adreno 610.

### Батарея
Батарея отримала об'єм 5000 мА·год та підтримку швидкої зарядки на 18 Вт.

### Камери
Смартфони отримали основну потрійну камеру 16 Мп, f/2.2 (ширококутний) + 2 Мп, f/2.4 (макро) + 2 Мп, f/2.4 (сенсор глибини) з фазовим автофокусом та здатністю запису відео в роздільній здатності 1080p@30fps.
Фронтальна камера Oppo A53 отримала роздільність 16 Мп, а в інших моделей — 8 Мп. Обидві мають світлосилу f/2.0, є ширококутними та вміють записувати відео у роздільній здатності 1080p@30fps.

### Екран
Екран IPS LCD, 6.5", HD+ (1600 × 720) зі щільністю пікселів 270 ppi, співвідношенням сторін 20:9, частотою оновлення дисплею 90 Гц та круглим вирізом під фронтальну камеру, що знаходиться зверху в лівому кутку.

### Звук
Смартфони отримали стерео динаміки. Роль другого динаміка виконує розмовний.

### Пам'ять
Oppo A53 (2020) продавався в конфігураціях 4/64, 4/128 та 6/128 ГБ, A53s — 4/128 ГБ, A32 — 4/128 та 8/128 ГБ, а A33 (2020) — 3/32 та 4/32 ГБ.

### Програмне забезпечення
Смартфони були випущені на ColorOS 7.2 на базі Android 10 і були оновлені до ColorOS 12.1 на базі Android 12.